# FirstClass
FirstClass war eine Groupware- und Kommunikationssoftware, bestehend aus einem Server und Clients, die beiderseits für mehrere Betriebssysteme erhältlich sind. FirstClass arbeitet mit einem eigenen Netzwerkprotokoll. In erweiterte FirstClass-Server kann man sich auch via Webbrowser und mobilen Geräten (z. B. Smartphones) einwählen.

## Geschichte
FirstClass wurde ursprünglich innerhalb der kanadischen Firma SoftArc von drei früheren Mitarbeitern der Bell Northern Research entwickelt. Die erste Version wurde 1989 fertiggestellt. FirstClass wurde in den frühen 1990er Jahren von praktisch allen Bulletin Board Systems auf Mac OS verwendet. Mit dem Siegeszug des Internets endete diese Ära. 1997 wurde SoftArc von einem Unternehmen in Vancouver übernommen und firmierte fortan unter dem Namen Centrinity. Im September 2002 wurde Centrinity von dem kanadischen Unternehmen Open Text gekauft. Seitdem wird die Software von der FirstClass-Abteilung unter dem Dach von Open Text weiterentwickelt. Das letzte Release ist von 2020, auf der amerikanischen Website wird FirstClass als Produkt nicht mehr angeführt.

## Funktionen im Überblick
- Mailserver
- Dynamischer Webserver / Personal Webpublishing (Webseiten, Blogs, Podcasts)
- Gruppentermin- und Ressourcenmanagement
- Kontaktmanagement
- Konferenzen / Groupwarefunktionalität
- Instant Messaging
- Arbeitsbereiche
- Dokumente
- Dateiablage
- Bookmarks (persönliche und gemeinsam verwendete)
- Android-Client FirstClass GO

## Technische Merkmale im Überblick
- Client-/Serverlösung mit Single-File Copy Technologie
- Crossplattformfähig (Server: Windows, Linux, Mac bis 16.1; Client: Windows 8-10, MacOS 10.13-10.15; Linux bis FC-Version 10 von 2011)
- Unterstützte Standards und Protokolle: UTF-8 / Unicode; IMAP (auf Mailbox beschränkt); LDAP; CIFS/SMB; S/MIME; POP, IMAP und LDAP über SSL; RBL; WAP / WML, HTTP über SSL; POP3; IMAP4; SMTP; HTTP; FTP; TCP; UDP; IPX; (Apple Talk nicht mehr unterstützt ab Ver.10)
- Entwicklerwerkzeug FC RAD und FC Designer
- Archivierung möglich
- Verschlüsselung: CAST-128; FCP-Protokoll; SSL für die Internetprotokolle
- Multidomainfähiger Webserver